# Mercedes-Benz W 160
Der Mercedes-Benz W 160, genannt Typ 400 VM, war der Prototyp eines Oberklassewagens, den die Daimler-Benz AG 1938 baute. Der im August 1937 verstorbene technische Direktor Hans Gustav Röhr hatte ihn noch entworfen, erlebte aber den Bau der Prototypen nicht mehr.
Sein V8-Motor mit hängenden Ventilen war langhubig ausgelegt und hatte 4003 cm³ Hubraum. Er entwickelte 110 PS (81 kW) bei 3500/min. Über ein Vierganggetriebe mit Schalthebel in der Wagenmitte trieb er die Hinterräder an, die an einer schraubengefederten Pendelachse aufgehängt waren. Auch die Vorderachse hatte Schraubenfedern und hing an Doppel-Querlenkern. Der Radstand betrug 3300 mm. Von dem 130 km/h schnellen Fahrzeug entstanden 8 Versuchswagen.
Ähnliche Fahrzeuge waren der Typ 400 V und der Typ 400 VMS, die sich nur in Fahrwerk, Motor und Getriebe vom Typ 400 VM unterschieden.